# Bob Wickman
Robert Joe Wickman, dit Bob Wickman, né le 6 février 1969 à Green Bay (Wisconsin), est un ancien joueur américain de baseball. Ce lanceur évolue en Ligue majeure de baseball de 1992 à 2007 et connaît deux sélections au match des étoiles en 2000 et 2005.

## Carrière
Drafté en juin 1990 par les Chicago White Sox, Bob Wickman est échangé aux New York Yankees le 10 janvier 1992. C'est sous l'uniforme des Yankees qu'il débute en ligue majeure le 24 août 1992. Utilisé pendant deux saisons comme lanceur partant, Wickman est reconverti en lanceur de relève dès la saison 1994.